# نیلس لارسن
نیلس لارسن (دانمارکی: Niels Larsen; ۲۱ نوامبر ۱۸۸۹ – ۱۵ نوامبر ۱۹۶۹) تیرانداز اهل دانمارک بود.
وی در مسابقات کشوری و بین‌المللی در مجموع برندهٔ ۱ مدال طلا، ۱ مدال نقره، ۳ مدال برنز شده‌است.